# Пейнсвилл (тауншип, Миннесота)
Пейнсвилл (англ. Paynesville) — тауншип в округе Стернс, Миннесота, США. На 2000 год его население составило 1376 человек.

## География
По данным Бюро переписи населения США площадь тауншипа составляет 89,4 км², из которых 77,7 км² занимает суша, а 11,7 км² — вода (13,07 %).

## Демография
По данным переписи населения 2000 года здесь находились 1376 человек, 510 домохозяйств и 415 семей.  Плотность населения —  17,7 чел./км².  На территории тауншипа расположено 752 постройки со средней плотностью 9,7 построек на один квадратный километр. Расовый состав населения: 98,47 % белых, 0,15 % афроамериканцев, 0,07 % коренных американцев, 0,29 % азиатов, 0,22 % — других рас США и 0,80 % приходится на две или более других рас. Испанцы или латиноамериканцы любой расы составляли 0,87 % от популяции тауншипа.
Из 510 домохозяйств в 33,7 % воспитывались дети до 18 лет, в 73,3 % проживали супружеские пары, в 5,3 % проживали незамужние женщины и в 18,6 % домохозяйств проживали несемейные люди. 15,9 % домохозяйств состояли из одного человека, при том 7,3 % из — одиноких пожилых людей старше 65 лет. Средний размер домохозяйства — 2,70, а семьи — 3,02 человека.
27,0 % населения — младше 18 лет, 5,3 % — в возрасте от 18 до 24 лет, 25,9 % — от 25 до 44, 28,1 % — от 45 до 64, и 13,7 % — старше 65 лет. Средний возраст — 40 лет. На каждые 100 женщин приходилось 108,8 мужчин.  На каждые 100 женщин старше 18 приходилось 103,4 мужчин.
Средний годовой доход домохозяйства составлял 49 792 доллара, а средний годовой доход семьи —  53 750 долларов. Средний доход мужчин —  32 634  доллара, в то время как у женщин — 21 793. Доход на душу населения составил 19 936 долларов. За чертой бедности находились 5,1 % семей и 5,9 % всего населения тауншипа, из которых 7,1 % младше 18 и 8,8 % старше 65 лет.